# 뉴질랜드 국적법
뉴질랜드 국적법(-國籍法, 영어: New Zealand nationality law)은 개인이 뉴질랜드 국민이 되는 조건을 규정하는 법률이다. 이와 관련한 주요 법률은 1977년 국적법(Citizenship Act 1977)으로, 1978년 1월 1일부터 시행되었다. 해당 법률의 적용 범위는 뉴질랜드 본국뿐만 아니라 쿡 제도, 니우에, 토켈라우, 로스 속령을 포함하는 뉴질랜드 왕국 전체에 미친다.
2006년 이전까지 뉴질랜드 왕국 내에서 출생한 모든 사람은 부모의 국적에 관계없이 자동으로 뉴질랜드 시민권을 취득하였다. 그러나 2006년 이후 출생한 경우, 부모 중 최소 한 명이 뉴질랜드 시민이거나 뉴질랜드에서 무기한 거주할 수 있는 자격(뉴질랜드 및 오스트레일리아 영주권자, 오스트레일리아 시민권자 포함)을 보유한 경우에 한해 출생과 동시에 뉴질랜드 국적이 부여된다. 외국 국적자도 영주권을 취득하고 왕국 내 지역에 거주하는 경우 귀화에 의해 국적을 취득할 수 있다.
뉴질랜드는 과거 대영제국의 식민지였으며, 당시 거주민들은 "영국 신민"(British subjects) 신분을 가졌다. 시간이 지나면서 뉴질랜드는 점진적으로 자치권을 확대하며 영국으로부터 독립하게 되었다. 현재 뉴질랜드 시민권자는 더 이상 영국 신민이 아니지만, 영연방(Commonwealth) 시민으로서 영국 내에서 특별한 지위를 유지하고 있다. 이에 따라 뉴질랜드 국민은 영국에서 선거권을 행사할 수 있으며, 공직에도 진출할 수 있는 자격을 갖는다.

## 용어
비록 시민권(citizenship)과 국적(nationality)은 법적으로 구별되는 개념이지만, 뉴질랜드 국내 국적법에서는 1948년부터 뉴질랜드 국민을 시민(citizens)으로 지칭해왔다. 일반적으로 국적은 특정 국가에 법적으로 귀속됨을 의미하며, 국제 조약에서 국가 구성원을 지칭할 때 사용되는 용어다. 반면, 시민권은 해당 국가에서 개인이 가지는 권리와 의무의 집합을 의미한다. 이 구분은 비영어권 국가에서는 명확하게 정의되어 있지만, 영어권 국가에서는 그렇지 않은 경우가 많다. 뉴질랜드의 경우, 두 개념 간의 실질적인 차이가 거의 없으며, 일반적으로 서로 혼용되어 사용된다.

## 역사

### 식민지 시기
뉴질랜드는 1840년 와이탕이 조약(Treaty of Waitangi) 체결 이후 대영제국의 일부가 되었다. 이에 따라 영국 국적법이 식민지에 적용되었으며, 뉴질랜드인은 모두 영국 신민(British subjects)으로 간주되었다. 조약의 조건에 따라 마오리 원주민 또한 영국 신민으로서의 모든 권리를 보장받았다.
뉴질랜드, 영국, 또는 왕실 영토 내에서 출생한 모든 사람은 선천적 영국 신민으로 인정되었다. 반면, 영국 신민이 아닌 외국인은 재산권이 제한되었으며 토지를 소유할 수 없었다. 이에 따라 프랑스와 독일 출신 이민자들은 1844년 귀화를 허용해달라고 정부에 청원하였고, 이를 받아들여 귀화가 가능해졌다. 당시 영국 신민이 되고자 하는 외국인은 매년 총독이나 총회의 승인을 받아 제정되는 귀화 조례나 법률에 자신의 이름을 포함해줄 것을 요청해야 했다.
이 시기의 영국 국적법은 체계적으로 정리된 법전이 아니라, 과거의 판례와 관습법에 의존하는 형태였다. 19세기 중반까지는 영국 본토의 귀화 절차가 제국 내 다른 지역에서도 동일하게 적용되는지조차 명확하지 않았다. 이에 따라 각 식민지는 귀화 절차와 요건을 독자적으로 운영할 수 있는 상당한 재량권을 가지고 있었다. 1847년, 영국 의회는 영국 본토에서 귀화한 신민과 해외 식민지에서 귀화한 신민을 구분하는 명확한 기준을 마련하였다. 영국 본토에서 귀화한 경우 제국 귀화(imperial naturalisation)를 받은 것으로 간주되어 제국 전역에서 효력이 있었지만, 식민지에서 귀화한 경우 지역 귀화(local naturalisation)로 인정되어 해당 지역에서만 신민 지위를 가질 수 있었다. 예를 들어, 뉴질랜드에서 지역 귀화를 한 사람은 뉴질랜드 내에서는 영국 신민이었지만 영국 본토나 뉴사우스웨일스에서는 동일한 지위를 보장받지 못했다. 그러나 제국 밖으로 여행할 때는 여전히 영국의 외교적 보호를 받을 수 있었다.
1866년까지 귀화는 매년 개별적인 법률을 통해 처리되었지만, 이후 절차가 간소화되었다. 뉴질랜드에 거주하고 있거나 거주할 계획이 있으며 품행 요건을 충족하는 개인은 1파운드의 수수료를 지불하면 식민지 장관 사무소를 통해 귀화를 신청할 수 있었다. 최소 거주 기간 요건은 없었으며, 총독의 승인만 받으면 귀화가 가능했다. 이미 영국 본토나 다른 제국 지역에서 귀화한 영국 신민(단, 아시아 식민지는 제외)은 뉴질랜드에서 다시 귀화를 신청할 수 있었으며, 기존에 충성 서약을 한 경우 다시 서약할 필요가 없었다. 또한 영국 신민과 결혼한 외국인 여성은 자동으로 귀화한 것으로 간주되었다. 뉴질랜드는 여성에게 선거권을 부여한 최초의 자치 국가였다. 이에 따라 영국 신민 여성들은 1893년 첫 선거에서 투표권을 행사할 수 있었다.

#### 마오리 분쟁과 통합
1860년대에 토지 매각 분쟁과 정착민들의 마오리(Māori) 토지 침범으로 인해 긴장이 고조되면서 일련의 무력 충돌과 대규모 토지 몰수가 발생하였으며, 마오리를 식민지 법률 체계에 동화시키려는 입법적 시도가 이루어졌다. 와이탕이 조약(Treaty of Waitangi)의 모호한 문구로 인해 마오리가 실제로 영국 신민(subject)으로 인정된 것인지, 아니면 단순히 그 지위에 수반되는 권리만 부여받은 것인지에 대한 불확실성이 제기되었다. 이에 따라 1865년 「1865년 원주민 권리법」(Native Rights Act 1865)이 제정되어 마오리의 영국 신민 지위를 명확히 하고, 식민지 사법부의 법적 관할권을 확립하였다. 당시 선거권은 개인이 토지를 소유하는 것을 요건으로 하였으나, 마오리 토지는 전통적으로 공동 소유 형태로 유지되었으며, 단독 명의의 자유보유권(freehold title)으로 등록되지 않았다. 이에 따라 1867년 「마오리 선거구법」이 제정되어 마오리 유권자들을 위한 별도의 선거구가 총회(General Assembly) 내에 마련되었으며, 이는 마오리 토지가 식민지 법률에서 인정하는 개별 소유 형태로 전환될 때까지 한시적 조치로 도입되었다. 이후 1876년 이 특별 대표제는 영구적으로 정착되었다.또한, 마오리 혈통을 가진 남성 신민들은 그들의 혈통에 따라 특정 선거구에 배정되었다. 마오리 혈통이 절반을 초과하는 경우 마오리 선거인 명부(Māori electoral roll)에 등록되었으며, 비(非)마오리 혈통이 더 많은 경우 일반 선거인 명부(general roll)에 포함되었다. 한편, 정확히 절반의 마오리 혈통을 가진 남성은 두 선거구에서 모두 투표할 수 있는 권리를 가졌다.

#### 중국계 이민자들에 대한 차별
중국인의 뉴질랜드 이주는 1860년대 웨스트코스트 골드러시(West Coast gold rush) 시기에 시작되었다. 그러나 반중 정서와 식민지 민족주의(colonial nationalism)의 확산으로 인해 중국인 이민을 제한하려는 입법부의 조직적인 움직임이 나타났다. 1879년부터 1920년까지 중국인 이민을 억제하기 위한 법안이 최소 20건 이상 하원(House of Representatives)에 제출되었으며, 이 중 최초로 통과된 것은 「1881년 중국인 이민법」(Chinese Immigrants Act 1881)이었다. 이 법은 뉴질랜드에 도착할 수 있는 중국인 이민자의 수를 화물 10톤당 1명으로 제한하고, 입국하는 모든 중국인에게 10파운드의 인두세(head tax)를 부과하였다. 이후 이러한 제한은 더욱 강화되어 1888년에는 화물 100톤당 1명, 1896년에는 200톤당 1명으로 축소되었다. 또한, 1876년 「공중보건법(Public Health Act 1876)」에 따라 청나라, 홍콩, 모리셔스, 그리고 현대 인도네시아의 여러 섬이 '전염 지역(infected places)'으로 지정되었으며, 이 지역에서 출발하거나 경유한 선박, 또는 해당 지역에서 온 사람이나 화물을 태운 선박은 뉴질랜드 도착 시 엄격한 검역 절차를 거쳐야 했다. 1896년에는 중국인에 대한 인두세가 100파운드로 인상되었으며, 이 세금은 1944년에 이르러서야 폐지되었다. 나아가, 1908년부터 1952년까지 중국인 거주자는 영국 신민으로 귀화하는 것이 전면 금지되었다.

#### 영토 획득
쿡 제도, 토켈라우, 니우에는 각각 1888년, 1889년, 1901년에 영국 보호령으로 지정되었다. 이들 지역이 영국의 영토가 되었을 당시, 섬의 주민들은 자동으로 영국 신민이 되었다. 이후 영국은 1901년에 쿡 제도와 니우에의 행정권을 뉴질랜드에 이양하였으며, 토켈라우는 1925년에 뉴질랜드 관할로 넘어갔다. 그러나 이들 섬의 행정권이 이전되었더라도 주민들의 국적은 변하지 않았으며, 뉴질랜드의 행정 아래에서도 계속 영국 신민으로 간주되었다.
서사모아는 1900년부터 제1차 세계 대전이 발발할 때까지 독일 제국 치하 식민지로 존재했다. 전쟁 이후 서사모아는 국제연맹 위임통치령이 되어 뉴질랜드의 관할하에 놓였다. 국제연맹 상임 위임위원회의 권고에 따라, 뉴질랜드가 1920년 위임통치를 맡았을 때 서사모아 주민들은 자동으로 영국 신민이 되지 않았으며, 대신 영국 보호민(British protected persons)으로 취급되었다. 의회는 1923년과 1928년에 국적법을 개정하여 영국 신민이 되기를 원하는 서사모아인들에게 보다 용이한 귀화 절차를 허용했으나, 실질적으로 이를 선택한 사람은 거의 없었다. 1928년부터 1948년까지 귀화를 신청한 사모아인은 단 50명에 불과했으며, 같은 기간 동안 유럽계 출신 82명만이 이 지역에서 귀화 절차를 완료했다. 그 외의 모든 사모아인들은 귀화를 선택하지 않은 채 불분명한 법적 지위를 유지했으며, 이는 서사모아가 독립한 이후에야 해결되었다.

### 제국 통용법
영국 의회(Imperial Parliament)는 1914년 영국 국적 및 외국인 지위법(4 & 5 Geo. 5. c. 17)을 제정하여, 영국 신민(British subject) 지위에 관한 규정을 최초로 성문화된 법률로 정비하였다. 이 법에 따라 영국 신민 지위는 제국 전역에서 통일된 공통 국적으로 표준화되었으며, 해당 법을 자국 법률의 일부로 채택한 자치령(Dominions)은 제국 귀화(imperial naturalisation)를 통해 외국인에게 신민 지위를 부여할 권한을 갖게 되었다. 뉴질랜드는 1923년 이 법의 대부분(제1부 및 제3부)을 채택하였으나, 제국 귀화에 관한 규정(제2부)은 제외하였다가 1928년에 이를 별도로 시행하였다.
1914년 법률은 국적법에 결혼 후견제(coverture) 원칙을 명문화하였으며, 이에 따라 여성이 외국인과 결혼하는 것은 영국 국적을 포기할 의사가 있다고 간주되었다. 즉, 영국 여성은 외국인 남성과 결혼하면 자동으로 영국 국적을 상실하였다. 단, 두 가지 예외가 있었다. 영국 신민 지위를 상실한 남성과 결혼한 여성은 본인의 선언(declaration)을 통해 영국 국적을 유지할 수 있었으며, 결혼으로 인해 영국 국적을 상실한 영국 태생의 미망인(widow)이나 이혼 여성(divorcée)은 거주 요건을 충족하지 않더라도 결혼이 해소되거나 종료된 후 국적을 회복할 수 있었다.
외국인과 결혼한 여성이 영국 신민 지위를 회복하는 유일한 방법은 남편이 영국 신민으로 귀화하는 것이었으며, 이 경우 아내도 자동으로 남편의 새로운 국적을 부여받았다. 그러나 당시 모든 중국인의 귀화를 금지하는 법이 시행되고 있었기 때문에, 뉴질랜드 여성이 중국인 남성과 결혼하면 결혼 후견제 규정으로 인해 심각한 영향을 받았다. 이러한 결혼을 한 여성은 남편이 사망하거나 이혼하기 전까지 영국 국적을 회복할 방법이 전혀 없었다.
제1차 세계 대전이 끝날 무렵, 자치령들은 자국의 정책을 점점 더 독립적으로 운영하기 시작했으며, 각국은 고유한 국민 정체성을 형성해 나갔다. 영국은 1926년 제국 회의에서 이를 공식적으로 인정하고, 모든 자치령 정부 수반들과 공동으로 밸푸어 선언(Balfour Declaration)을 발표하여, 영국과 자치령이 영연방(British Commonwealth of Nations) 내에서 자율적이며 동등한 지위를 가진다고 명시하였다. 이후 1931년 웨스트민스터 헌장(Statute of Westminster 1931)이 통과되면서 자치령들은 완전한 입법 독립을 부여받았다.
당시 제국 전역의 여성 권리 운동가들은 결혼한 여성의 국적을 남편의 국적과 연계시키는 국적법 조항을 개정할 것을 영국 정부에 압박했다. 그러나 1931년 이후 영국 정부는 더 이상 자치령들에 대한 입법권을 강제할 수 없었으며, 공통 국적 제도를 통해 자치령과의 강한 헌법적 연계를 유지하기를 원했기 때문에, 자치령 전체의 만장일치 동의 없이 국적법을 대폭 개정하는 것을 주저했다. 하지만 이러한 동의를 얻는 데 실패하면서 영국 국적법의 통일성은 1930년대에 점차 약화되었다. 뉴질랜드와 오스트레일리아는 1935년과 1936년에 법을 개정하여 결혼으로 인해 국적을 상실한 여성이 영국 신민으로서의 권리를 유지할 수 있도록 하였으며, 아일랜드는 1935년 법 개정을 통해 결혼이 여성의 국적에 아무런 영향을 미치지 않도록 하였다.

### 영국과의 관계 변화
자치령(Dominion) 각국의 국적법이 서로 다르게 발전하고, 영국 및 대영제국과 구별되는 각 지역의 독자적인 국민 정체성이 점점 더 강조됨에 따라, 1946년 캐나다 시민권의 창설로 인해 기존의 공통 제국 국적 체계가 사실상 붕괴되었다. 여기에 1947년 인도와 파키스탄의 독립이 다가오면서, 기존 체계와 양립할 수 없는 개념들을 정리하기 위한 전면적인 국적법 개혁이 필요하게 되었다. 1946년 영연방 총리 회의에서 자치령 정부들은 개정된 국적법 체계에서 여성에게 동등한 지위를 부여하는 원칙에 합의하였으며, 뉴질랜드는 같은 해 이에 맞춰 법을 개정하여 남성과 동등한 국적권을 보장하였다.
뉴질랜드는 1948년 영국 국적 및 뉴질랜드 시민권법(British Nationality and New Zealand Citizenship Act 1948)을 제정하여 독자적인 시민권을 창설하였으며, 이는 대영제국 전역에서 시행된 1948년 영국 국적법(British Nationality Act 1948)과 동시에 발효되었다. 1949년 1월 1일부로 뉴질랜드에서 출생했거나 귀화했거나 최소 12개월 이상 거주한 모든 영국 신민(British subject)은 자동으로 뉴질랜드 시민권을 취득하였다. 또한, 뉴질랜드에서 출생했거나 귀화한 아버지를 둔 영국 신민, 그리고 뉴질랜드 시민권 취득 요건을 충족한 남성과 결혼한 영국 신민 여성도 자동으로 뉴질랜드 시민이 되었다. 이와 더불어, 쿡 제도(Cook Islands), 니우에(Niue), 토켈라우(Tokelau) 출신자 및 서사모아(Western Samoa)에서 태어난 영국 신민도 자동으로 뉴질랜드 시민권을 획득하였다.
이 법은 ‘영국 신민(British subject)’이라는 용어를 뉴질랜드 또는 다른 영연방 국가의 시민을 의미하는 것으로 재정의하였다. ‘영연방 시민(Commonwealth citizen)’이라는 용어 역시 동일한 의미로 규정되었다. 따라서 영국 신민/영연방 시민 지위는 각 영연방 국가의 시민권과 병존하는 형태가 되었다. 한편, 아일랜드가 1949년 영연방을 탈퇴했음에도 불구하고, 아일랜드 시민들은 계속해서 영국 신민으로 간주되었다. 모든 영연방 및 아일랜드 시민은 뉴질랜드에서 최소 3년간 거주한 후 귀화가 아닌 등록(registration) 절차를 통해 뉴질랜드 시민권을 취득할 수 있었다. 또한, 뉴질랜드 시민과 결혼한 영연방 및 아일랜드 여성은 추가 요건 없이 등록만으로 시민권을 획득할 수 있었다. 뉴질랜드 국적을 가진 남성의 외국인 아내 및 미성년 자녀는 내무부 장관의 재량에 따라 시민권 등록이 허용되었으며, 그 외의 외국인은 최소 5년간 거주한 후 귀화를 통해 시민권을 취득할 수 있었다.
개정된 국적 체계 아래에서는 모든 영국 신민이 처음에는 자동으로 영국 및 아일랜드에 정착할 권리를 보유하고 있었다. 그러나 영국 정부는 비백인(non-white) 이민을 체계적으로 억제하는 정책을 시행했음에도, 제2차 세계 대전 이후 영국의 경제 호황으로 인해 식민지에서 전례 없는 규모의 이민이 이루어졌다. 이에 대응하여 영국 의회는 1962년 영연방 이민법(Commonwealth Immigrants Act 1962)을 제정하여, 영국 및 아일랜드 출신이 아닌 영국 신민에 대한 이민 통제를 도입하였다. 아일랜드는 1922년 독립 이후에도 영국 신민의 자유로운 이동을 허용해왔으나, 1962년부터 영국과 동일한 이민 제한 정책을 도입하여 그 혜택을 그레이트브리튼섬 또는 아일랜드섬에서 태어난 사람들에게만 한정하였다. 영국은 1971년, 부모나 조부모 중 한 명이 영국에서 태어난 사람들(소위 ‘패트리얼(patrials)’)에 대해 이민 규제를 완화하였는데, 이는 사실상 백인 영연방 시민들에게 우선권을 부여하는 정책이었다.
뉴질랜드와 영국 간 관계 변화의 일환으로, 뉴질랜드 여권에서 1964년부터 ‘영국 여권(British passport)’이라는 문구가 삭제되었으며, 1974년부터 국적 표기가 ‘영국 신민 및 뉴질랜드 시민(British subject and New Zealand citizen)’에서 ‘뉴질랜드 시민(New Zealand citizen)’으로 변경되었다. 또한, 1975년부터는 최소 1년 이상 뉴질랜드에 영구 거주한 모든 사람에게 선거권이 부여되었으며, 그 이전까지는 영국 신민 지위가 선거 참여의 필수 요건이었다. 한편, 1967년부터 부분적으로 마오리 혈통을 가진 후보자나 비(非)마오리 후보자도 마오리 선거구에서 출마할 수 있도록 허용되었으며, 1975년부터는 마오리 혈통의 비율과 관계없이 모든 마오리 유권자가 마오리 선거구 또는 일반 선거구 중 원하는 곳에서 투표할 수 있도록 법이 개정되었다.

### 국가 시민법으로의 전환
1970년대와 1980년대에 이르러 대영제국의 대부분의 식민지가 독립하였으며, 영국과의 남은 유대 관계도 상당히 약화되었다. 이에 따라 뉴질랜드는 1977년 국적법 개정을 통해 추가적인 개혁을 단행하였다. 개정된 법에서는 기존의 영연방(Commonwealth) 국가 시민들에게 주어졌던 특혜를 폐지하고, 시민권을 부계뿐만 아니라 모계를 통해서도 자녀에게 승계할 수 있도록 변경하였다. 또한, 외국인이 뉴질랜드 시민권을 취득할 때 더 이상 ‘귀화(naturalisation)’라는 용어를 사용하지 않고 ‘수여에 의한 시민권(citizenship by grant)’을 받는 것으로 규정하였다. 영연방 및 아일랜드 시민들은 여전히 뉴질랜드 법상 외국인으로 간주되지 않지만, 이들에게 주어지는 별도의 혜택은 존재하지 않는다. 한편, 영국은 「1981년 영국 국적법(British Nationality Act 1981)」을 제정하여 국적법을 개정함으로써, 영국의 국경과 영토 축소를 반영하고 ‘영국 신민(British subject)’의 정의에서 ‘영연방 시민(Commonwealth citizen)’을 제외하였다. 그럼에도 뉴질랜드 시민들은 계속해서 영연방 시민으로 인정되며, 영국에서 투표권을 행사하거나 공직에 출마할 자격을 유지하고 있다.
뉴질랜드 시민권 신청자가 심사를 통과하면, 뉴질랜드 군주에게 충성을 맹세하는 시민 서약 또는 선언(oath or affirmation of citizenship)을 해야 한다. 뉴질랜드 군주는 영국 국왕과 동일 인물이다. 시민 서약의 내용을 군주가 아닌 뉴질랜드 국가나 국민에 대한 충성으로 변경하거나 추가하는 방안에 대한 공식적인 검토와 개정 시도가 있었으나, 현재까지도 서약의 내용은 변경되지 않았다. 다른 영미법(common law) 국가들의 변화에 발맞추어, 뉴질랜드는 2005년부터 무제한적인 출생지주의(birthright citizenship)를 폐지하였다. 이에 따라 2006년 이후 뉴질랜드에서 출생한 아동은 부모 중 적어도 한 명이 뉴질랜드 시민이거나, 뉴질랜드에 무기한 거주할 수 있는 권리를 가진 경우에만 출생과 동시에 시민권을 취득할 수 있다.

#### 옛 영토 내 시민 문제
사모아는 1962년에 독립하였다. 1920년대에 제정된 법률에 따라 사모아인들은 선택적으로 영국 신민(British subject)이 될 수 있었지만, 정식으로 귀화 절차를 완료하지 않은 사람들의 신분은 명확하게 규정되지 않았다. 이후 사모아 독립 이후 뉴질랜드에서 제정된 법률로 인해, 당시 이미 뉴질랜드에 거주하고 있던 상당수의 사모아인이 불법 이민자로 간주되는 상황이 발생하였다. 1982년, 국왕 사법 위원회(Judicial Committee of the Privy Council)는 1928년부터 1948년 사이에 출생한 서사모아인들은 모두 영국 신민이며, 따라서 1949년 자동으로 뉴질랜드 시민권을 취득했다고 판결하였다. 이 판결이 그대로 적용될 경우, 당시 총 16만 명의 사모아 인구 중 약 10만 명이 뉴질랜드 시민권을 얻게 되는 상황이었다.
대규모 인구가 새롭게 획득한 이중 국적의 권리를 행사할 경우 발생할 수 있는 인재 유출(brain drain)을 우려한 서사모아 정부는 1982년 8월 21일 뉴질랜드와 우호 조약(Treaty of Friendship)」에 대한 추가 의정서(Protocol to the Treaty of Friendship)에 서명하였다. 이 조약과 이후 제정된 1982년 서사모아 시민권법(Citizenship (Western Samoa) Act 1982)은 사실상 국왕 사법 위원회의 판결을 무효화하는 것이었다. 이 법은 1982년 9월 15일 이전에 이미 뉴질랜드에 거주하고 있던 사모아인들에게 뉴질랜드 시민권을 인정하였으나, 이후 뉴질랜드에 입국하는 사모아인들은 먼저 영주권을 취득해야만 시민권을 획득할 수 있도록 규정하였다. 2024년 11월 20일, 뉴질랜드 의회는 2024년 서사모아 시민권(복구) 개정법(Citizenship (Western Samoa) (Restoration) Amendment Act 2024)을 만장일치로 통과시켰으며, 이에 따라 1924년부터 1949년 사이 서부 사모아에서 출생하여 거주했던 사람들에게 뉴질랜드 시민권이 다시 부여되었다.
한편, 쿡 제도는 1965년 뉴질랜드와 자유 연합 형태의 자치국으로 전환하였으며, 니우에도 1974년에 유사한 조건으로 독립하였다. 뉴질랜드는 이 두 국가에 대한 국방 및 외교 책임을 유지하고 있으며, 양국 주민들은 계속해서 뉴질랜드 시민권을 보유하고 있다. 2024년 12월 말, 쿡 제도 총리 마크 브라운(Mark Brown)은 자국이 뉴질랜드 시민권을 유지하면서도 독자적인 여권을 발급하는 방안을 제안하였으나, 뉴질랜드 외무부 장관 윈스턴 피터스(Winston Peters)는 이를 거부하였다. 피터스 장관은 별도의 쿡 제도 여권을 발행하는 것은 해당 지역이 독립국으로 전환되는 것을 의미하며, 이는 뉴질랜드와의 자유 연합 관계에 중대한 영향을 미칠 것이라고 설명하였다.

## 국적 획득과 박탈

### 출생, 계승, 입양에 따른 획득
뉴질랜드 국적법은 뉴질랜드 본토를 비롯하여 니우에, 쿡 제도, 로스 속령, 토켈라우를 포함한 뉴질랜드 왕국 전체에 적용된다. 뉴질랜드의 공중과 공해, 그리고 뉴질랜드 정부가 등록한 선박과 항공기도 국적 관계에서는 뉴질랜드 왕국에 포함된다.
2006년 이전 뉴질랜드 왕국에서 태어난 사람은 부모의 국적에 상관 없이 자동으로 뉴질랜드 국적을 얻게 된다. 2006년부터 뉴질랜드 왕국에서 태어난 사람은 부모 중 적어도 한 명이 뉴질랜드 시민이거나 뉴질랜드에 무기한 거주할 자격이 있는 경우 출생과 동시에 뉴질랜드 시민권을 부여받는다. 해외에서 태어난 자녀는 부모 중 한 명 이상이 승계를 통한 시민권자가 아닌 경우, 뉴질랜드 승계 시민권자가 된다. 입양된 자녀는 입양 시점에 입양 부모에게서 자연적으로 태어난 것과 동일하게 취급된다.

### 신청 획득

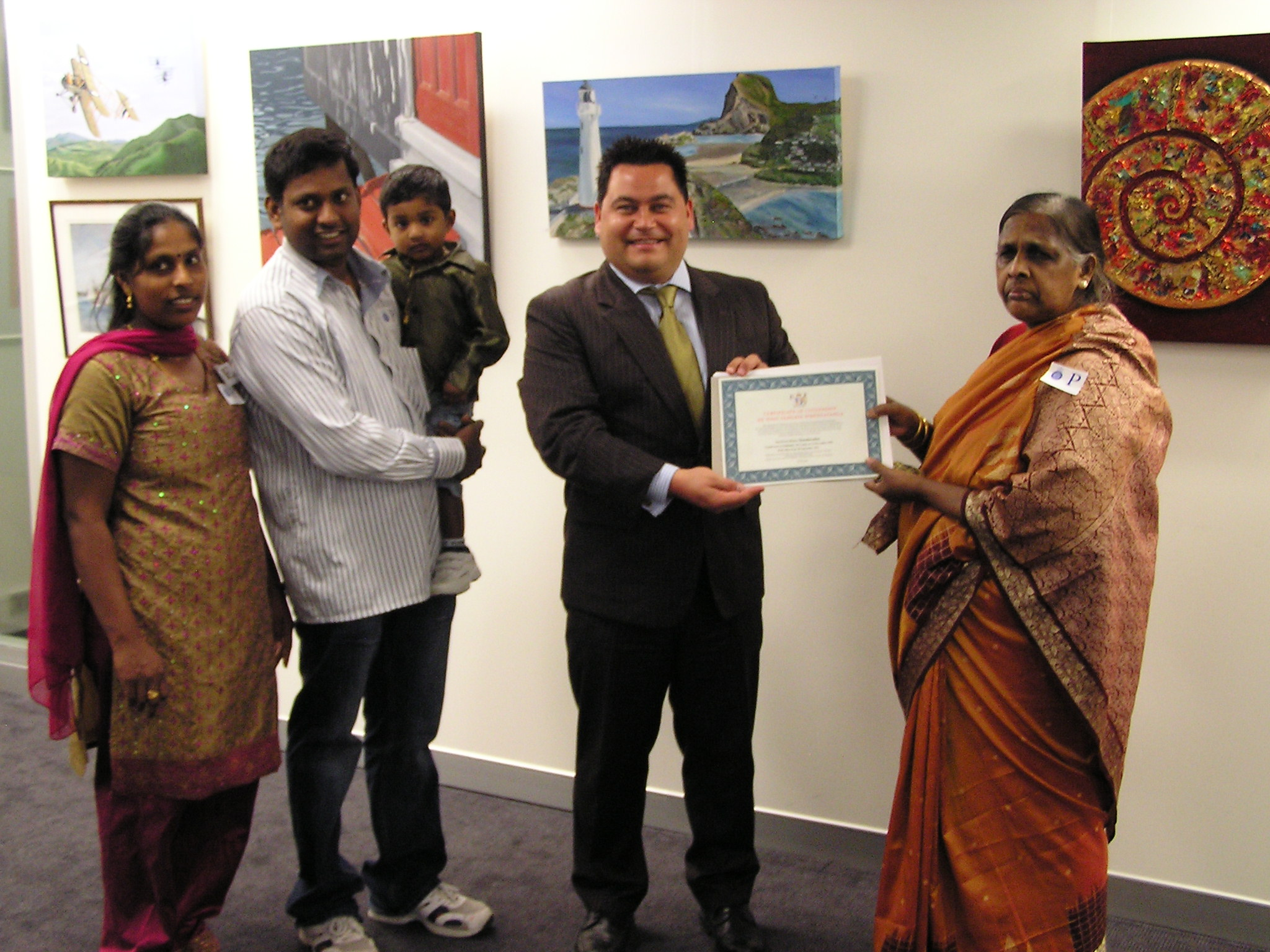
웰링턴에서 열린 시민권 수여식에 참여한 찰스 쇼벌 의원.

16세 이상의 외국인은 뉴질랜드 영토 내에서 5년 이상 거주하면서 무기한 체류 허가를 보유한 경우 귀화(citizenship by grant)를 통해 뉴질랜드 국민이 될 수 있다. 일반적으로 이는 뉴질랜드 영주권을 보유하는 것을 의미하지만, 오스트레일리아 시민과 영주권자도 무기한 체류가 허용된다. 쿡 제도, 니우에, 토켈라우의 영주권자 역시 이 요건을 충족한다. 지원자는 영어 능력을 입증해야 하며, 5년 동안 최소 1,350일 동안 뉴질랜드에 실제로 거주해야 하고, 매년 최소 240일 이상을 체류해야 한다. 예외적인 경우에는 실제 거주 요건이 20개월 동안 450일로 단축될 수 있다. 또한, 뉴질랜드 국왕을 위해 공무를 수행하는 동안 해외에 체류하는 경우 또는 뉴질랜드 국민인 배우자를 따라 해외에서 공무를 수행하는 경우, 해당 기간 동안 뉴질랜드에 거주한 것으로 간주된다. 승인된 신청자 중 14세 이상은 뉴질랜드 국왕에 대한 충성을 맹세하는 시민 선서(oath) 또는 확언(affirmation)을 해야 하며, 이는 일반적으로 승인 후 3개월에서 5개월 이내에 영토 당국에서 주관하는 시민권 수여식에서 진행된다.
뉴질랜드에서 취득할 수 있는 시민권의 유형 간에는 실질적인 차이나 계층 구조가 존재하지 않는다. 다만, 시민권을 ‘승계(citizenship by descent)’로 취득한 경우 해외에서 태어난 자녀에게 시민권을 자동으로 물려줄 수 없는 것이 주요한 단점이다. 이러한 개인은 5년간의 거주 및 실제 체류 요건을 충족한 후 귀화를 신청할 수 있으며, 그렇지 않은 경우에는 해외에서 태어난 자녀를 위해 내무부 장관의 재량에 따라 시민권 취득을 신청할 수 있다. 2010년대 연평균 28,000명이 시민권을 취득했다. 2018년 인구 조사에 따르면, 뉴질랜드에 거주하는 뉴질랜드 시민 약 127만 명이 해외에서 태어났다.
1982년 9월 14일 이후 뉴질랜드에 입국하여 무기한 체류 허가를 받은 사모아 시민은 최소 거주 요건 없이 뉴질랜드 시민권을 귀화 방식으로 취득할 수 있다. 해당 날짜 이전에 이미 뉴질랜드에 거주하고 있던 사모아 시민은 자동으로 귀화를 통해 뉴질랜드 시민이 되었다. 또한, 의료 지원을 받기 위해 사모아에서 출산한 토켈라우 출신 어머니의 자녀는 토켈라우에서 태어난 것으로 간주되며, 출생과 동시에 뉴질랜드 시민권을 부여받는다.

### 포기 및 박탈
뉴질랜드 국적은 포기 선언을 통해 자진하여 포기할 수 있으며, 이를 위해서는 신청자가 이미 다른 국적을 보유하고 있어야 한다. 하지만 신청자가 현재 뉴질랜드에 거주 중이거나 뉴질랜드가 다른 국가와 전쟁 상태에 있는 경우, 시민권 포기 요청이 거부될 수 있다. 또한 국적은 본인의 의사와 관계없이 박탈될 수도 있는데, 이는 국적을 사기 또는 부정한 방법으로 취득한 경우나 다른 국적을 보유한 상태에서 뉴질랜드의 국익에 반하는 행위를 고의적으로 한 경우에 해당한다.

### 내용주
1. ↑  사모아는 1962년 독립 당시 서사모아라는 이름으로 독립했으며, 사모아라는 국명은 1997년 법을 개정한 이후 확정되었다.[75]